# 何柱國 (商人)
何柱國，大紫荊勳賢（1949年6月23日—2025年6月11日），香港建制派人士、商人，人稱「煙仔何」，是香港煙草創辦人何英傑長孫，祖籍福建，江苏无锡人，生于上海浦東。曾任香港煙草有限公司董事會主席、星島新聞集團董事會主席。
何柱國亦有踏足政界，與中華人民共和國政府關係良好，1998年獲委任為全國政協委員。他亦是北京大學校董。

## 生平
何柱國在拔萃男書院畢業後，赴美升學，1990年代返港，接手家族生意。他繼承的遺產估計超過二百億港元。
何柱國已婚，妻子是黃敏珊，二人育有一子一女，其胞弟何定國是加拿大華人企業家，是加拿大國龍航空的創辦人。
何於2014年獲頒大紫荊勳章。

### 健康問題
2025年2月，何柱國接受香港商業電台節目《光明頂》的訪問，被主持問及為何突然消瘦，何柱國自揭在數月前曾患上肺癌，但在養和醫院治療後而得以痊癒。作為煙草公司老闆的他呼籲聽眾減少吸煙，因為化療程序很辛苦，其後他聯同時任醫務衛生局局長盧寵茂一同亮相3月21日播出的一集《齊建無煙香港》的電視資訊環節，談及自己因患癌毅然戒煙的經歷，並呼籲市民戒煙。這是他生前最後一次亮相電視節目，播出後不足3個月，他便不幸病逝。

## 逝世
何柱國於2025年6月11日離世，據媒體了解原因為“感染新冠病毒引致肺炎併發症”。
何死後行政長官李家超表示哀悼，並指他「積極參與國家事務，並為香港的長遠發展提供意見」，是熱心公益的成功商人。
新华社报道形容何柱国是“中国共产党的亲密朋友”，“爱国爱港，坚定拥护‘一国两制’方针和基本法，支持特区政府依法施政，为香港平稳过渡、顺利回归和繁荣稳定发挥重要作用。拥护国家改革开放政策，积极参与内地经济建设和公益事业”，体现出对何的高规格待遇。
何在2025年6月29日於香港殯儀館出殯，遺體隨後火化。

### 各界反應
與何相識10年的陶傑，形容何柱國是心直口快、有人情味、頗有同理心的人，而且性格「不怕得罪人」，無懼政治環境變化，敢於批評特首及特區政府，是「最敢言的人」。
全國政協副主席及前特首梁振英則指何為人豁達、從不口是心非，他與何並無嫌隙，雖然何的說話「不是每個人都聽得進去」，但有見地的話他「還是要聽」，並稱「唯唯諾諾、言不由衷的假話、套話、虛話，對任何人任何事都沒有好處」。
醫務衛生局長盧寵茂則說何柱國「愛國愛港，敢怒敢言」，稱會永遠懷念他。
与何柱国有40年友谊的何超琼说第一次与何见面就被他指“我睇到你系一个好蠢嘅人”（我能看出来你是个很笨的人），不过何超琼明白其意思其实“是指我好单纯，所以40年来都没有放弃照顾我”。她赞扬何坚持自己原则，并透露其经常挂在口边的口头禅为“你听我讲啦，我唔会点你！”，她称感谢其“指点”和“启蒙”，“在我人生路上最艰难及多次出现个人问题时，都是他帮我渡过难关”。她认为何虽看似苛刻待人，实际则心地善良宅心仁厚、尊重人才，是好老板好伙伴，“好像很啰唆，反复地追问及督促”，但其实满有诚意，亦愿提拔、帮助身边人而不求回报，做事也坐言起行，从不拖泥带水。何超琼指何柱国这些“反常规”的处事作风令他在社会上的独特位置及贡献无可替代，并说会永远怀念他，指他“是香港政商界奇葩，也是带领我们用香港精神，再做更好香港的一个奇迹”。
何柱国的儿子在丧礼上致辞时表示，父亲是位忠诚爱国者，深爱国家和香港，担任全国政协常委，服务国家二十多年，并强调“对比父亲的公众成就，最突出还是父亲无畏精神”。何正德指世界上有太多人出于恐惧或便利而选择沉默，然而其父从不害怕发声，有时声音洪亮，有时引发争议，但始终坚定不移，渴望让事情变得更好。他指其父不但将勇气带到政府和媒体工作中，也带到其友谊和家庭。“在座的许多人都曾听取过父亲强而有力的意见和建议，希望在座者记住，无论父亲的言辞多么直接，但都是发自内心的真诚关怀……父亲在坚强的外表下，隐藏着一颗慷慨的心，是个乐于助人、乐于分享好故事、开怀大笑、并且总是提供真诚建议的人……教会自己韧性、信念和独立思考的重要性，会铭记于心……缅怀父亲，不仅因为他所取得的成就，更因为他所秉持的价值观，尤其是他的勇气……父亲教导我们，不要被教条所束缚，也不要被他人的思考模式所左右……倾听自己内心的声音，即使充满挑战，也要为认为正确的事情大声疾呼……时刻勇敢发声……关怀彼此”。

## 言論

### 與歷任特首關係

#### 曾蔭權
何柱國於2012年曾經被某媒體指與當時的特首曾蔭權交往甚密，包括在該年2月用其私人遊艇接載曾來往澳門，並與他在澳門一同吃晚飯，事件當時被該媒體批評有利益衝突，何柱國否認有利益輸送，並稱香港是商業社會，商界和政府有聯繫沒問題。

#### 梁振英
2011年12月，正值參選香港行政長官的梁振英稱：《星島新聞集團》多篇報導指其主業公司戴德梁行面臨要清盤，發表質疑梁的管治能力等言論。他又不點名批評《星島》記者大聲向他提問，故意令他難堪，是針對其本人，有動機地抹黑。何柱國對此指控不滿，並召開記者會高調反駁，稱早前《星島》旗下報刊指梁於戴德梁行「一鋪清袋」（一無所有），內容有事實基礎，何柱國又認為，梁振英出來選舉，作為政客，要有心理準備向記者清楚交代，不然不要出來，但不要趁機罵記者等多番言論，但指星島將繼續支持特區政府。

#### 林鄭月娥
2021年3月10日，何接受無綫電視專訪，提到若林鄭月娥競逐連任，他會參選行政長官。他強調目的不是為了勝出，而是不同意林鄭說自己「建設多過破壞」，想「找個機會跟她辯論」。

### 反對佔中
何柱國反對佔領中環，指佔領行動有源源不絕的資源是有組織有預謀，批評學生霸佔馬路的行為自私，又表示「周永康去到旺角都唔代表旺角嘅」，學生不能代表很多香港人，只能代表他們自己，更稱「學生無資格代表我」，若他是警方「一早已經清場」。何柱國直斥佔中三子被別人騎劫佔領行動，「無用㗎啦」，他指學生不可能要求特首梁振英下台以及人大撤回決定，又強調市民需以合法方式爭取民主，聲稱佔領行動會令未來一至兩個月出現失業潮，或者令部分店舖關閉。他稱警方近日的行動十分克制，專業行動值得尊重，又指示威者用雨傘作為工具會插傷別人，高舉雙手時用腳踢警察，並不是和平示威。

### 「傻仔白痴」論
2016年4月3日，何柱國指前學民思潮召集人黃之鋒不了解香港經營環境。黃之鋒反駁指，何柱國對他的批評是幼稚的情緒發洩。何柱國指黃之鋒所說，大企業沒有裁員，屬「傻仔」及「白痴」想法，並指實情是滿街皆有舖位空置。4月4日，黃之鋒反駁指：「作為一個在社會上有名望的傳媒大亨，用這種純情緒式的發洩字眼去攻擊和自己政見不同的人，我會覺得這是頗幼稚的行為。」他又表示：「自由行拉高租金，令很多小商戶承擔不了租金，然後引致最後他們被迫結業，現在就是因為依賴自由行那種泡沫經濟爆破了，才導致現在的局面。」何柱國不同意黃之鋒指他幼稚的講法：「我在2014年佔中時已說過，經濟會因為佔中而帶來很多失業和後遺症。」何柱國繼續表示：「我現在向他挑戰，我和他一起做去銅鑼灣及尖沙咀廣東道做記錄，大家逛街，叫他拿出計算機，數一下有多少空置舖位，以及那些舖在2014年是否存在。如果他是對的，我向他下跪叩三個響頭，我承認我是『白痴』。如果他是錯的，就叫他閉嘴，向我鞠三個躬，自認是『傻仔』、『白痴』。」黃之鋒回覆時指，不會接受何柱國的挑戰。

### 反修例立場
2019年3月26日，星島新聞集團八十周年晚宴，何柱國致辭時談及《逃犯條例》和《基本法》23條，稱有多名友人向他表達到修例的關注，有人更向他說：「今日嚟埋呢一鋪（晚宴），都唔知下次有無機會嚟。」何說聞言後追問友人何出此言，其友答道：「畀人拉咗去坐監都講唔定。」，並強調香港最重要是維護一國兩制和普通法。
2019年9月1日，他在無綫電視節目《講清講楚》中表示，示威者的目的不再是反修例，而是有人想將事件轉變成「革命」，對抗中國、推翻政權，是「奪權行為」。香港現行法律仍能處理，現時毋須動用《緊急法》。
2019年10月22日，何柱國撰文寫到：由始至今貫徹和主張「和平、理 性、非暴力」，支持「一國兩制」，認為民主的基石是法治，任何破壞治安及危害公眾安全的暴行都不應被容忍。
2023年8月17日，何柱國在商業電台雷霆881電台節目《光明頂》稱曾勸諭林鄭勿強推《逃犯條例》，否則會引來美國制裁，又要求時任保安局局長李家超「勸下啊太」，可惜兩人「聽唔明」（聽不懂）。

### 疫情時的批評
2020年4月9日，全國政協常委、星島集團主席何柱國在旗下報章《頭條日報》及《星島日報》以全版刊篇幅發公開信，要求行政長官林鄭月娥為全港所有僱主代付僱員兩個月工資。
公開信指，香港經歷去年社會運動，如今又遇上天災，形容「黑到無得再黑」。又指其他地方都不及香港不幸，因為沒有「人禍」，香港在雙重打擊下，「廢晒武功」，「民不聊生、百業蕭條，市民心情壞透」。
他認為林鄭月娥要運用智慧幫助打工仔，又指其實林鄭也不需要有創意，只需仿效其他政府的措施。他認為可以為全港打工仔「代付他們兩個月工資，以減少裁員、減薪、失業」，「為普羅企業和打工仔做些好事。」又指「權在你，建議在我」，要拭目以待。

### 呼籲擱置明日大嶼
在2025年2月17日的《光明頂》電台廣播節目內，何柱國亦建議香港特區政府停止賣地三年及擱置明日大嶼，認為地產市道關乎供求問題，目前香港有數萬個新盤仍未消化，若地產商承受不了而造成財政困難，會蔓延至銀行業，其影響比政府赤字更糟糕。在同一訪問中他亦指香港絕對有條件發展醫療成重要產業，並可效法其他地方做法，此舉可助補救零售業不振的損失；又指港府「止暴」可告一段落，應回歸商業，少談政治，因「香港係唔適合講政治嘅地方」（香港乃不適宜談論政治的地方）。